# Caterina Vitale
Caterina Vitale, també anomenada Katerina Vitale (Grècia, 1566 - Siracusa, Sicília, 1619) va ser la primera dona farmacèutica i química de Malta i la primera dona farmacèutica dels Cavallers Hospitalers.

## Biografia
Caterina va néixer a Grècia i es va casar amb el napolità Ettore Vitale, farmacèutic dels Cavallers Hospitalers, quan només era una adolescent.  En algun moment, el matrimoni va tenir o va adoptar una filla, Isabella. Després de la mort del seu marit el 1590, va heretar-ne la farmàcia i la seva tasca com a proveïdora de remeis per a la Sacra Infermeria de La Valletta. És descrita com una empresària d'èxit que va fer-se molt rica i que va ser una gran benefactora dels Carmelites.
Coneguda com "La Speziala" (la farmacèutica), la seva posició poc comuna per a una dona de l'època va provocar tota mena de rumors i calúmnies difamadores, sent acusada de ser una prostituta de luxe, una litigant i una bruixa. També es creu que ella i el seu marit haurien fet créixer el seu negoci a partir de la venda d'esclaus negres i musulmans i que el tracte que els hi donava Caterina era especialment cruel.  De fet, tres dels seus esclaus van portar-la al jutjat de la Inquisició com a mínim en tres ocasions amb acussacions  de comportaments sàdics, de bruixeria i de abús sexual carnal juntament amb alguns dels cavallers de l'ordre hospitalaria. La farmacèutica va aconseguir lliurar-se de les penes més elevades, però va ser condemnada a arrest domiciliari durant un temps indeterminat.
Isabella, la filla dels Vitale, va ingresar al convent de la Maddalena, un indret reservat per a noies en situacions complicades o prostitutes en redempció.
Finalment, Caterina Vitale va morir el 1619 a Siracusa i va ser coneguda com una gran filàntropa. Va cedir les seves propietats, joies i diners a diverses persones, entre les quals la seva neboda Annica Faienza. També va donar part de la seva fortuna a Monte della Redenzione degli Schiavi, una organització benèfica fundada durant el regnat del Gran Mestre Alof de Wignacourt el 1607 per finançar el rescat dels maltesos que havien estat esclavitzats.
El seu cos va ser enterrat a La Valletta, a l'església carmelitana fundada sota el seu patrocini el 1583. Al temple es pot veure la seva làpida funerària al costat de la de Caterina Scappi, fundadora del primer hospital per a dones de Malta.